# Звезда на Коперник
„Звезда на Коперник“ (на полски: Gwiazdka Kopernika) е полски анимационен филм от 2009 година на режисьора Зджислав Кудла и Анджей Ожеховски.

## Актьорски състав
- Пьотър Адамчик – Миколай Коперник
- Йежи Щур – Паул Ван Де Волдер
- Пьотър Фрончевски – Войчех от Бруджев
- Анна Чешляк – Анна
- Ян Пешек – Новарра
- Малгожата Зайончковска – Барбара, майка на Миколай